# Joey Ramone
Joey Ramone, właściwie Jeffrey Ross Hyman (ur. 19 maja 1951 w Nowym Jorku, zm.
15 kwietnia 2001 tamże) – wokalista czołowego amerykańskiego zespołu punkrockowego Ramones. Jako jedyny, obok Johnny’ego Ramone’a, pozostał w składzie tego zespołu do roku 1996, kiedy zespół zakończył działalność.

## Kariera

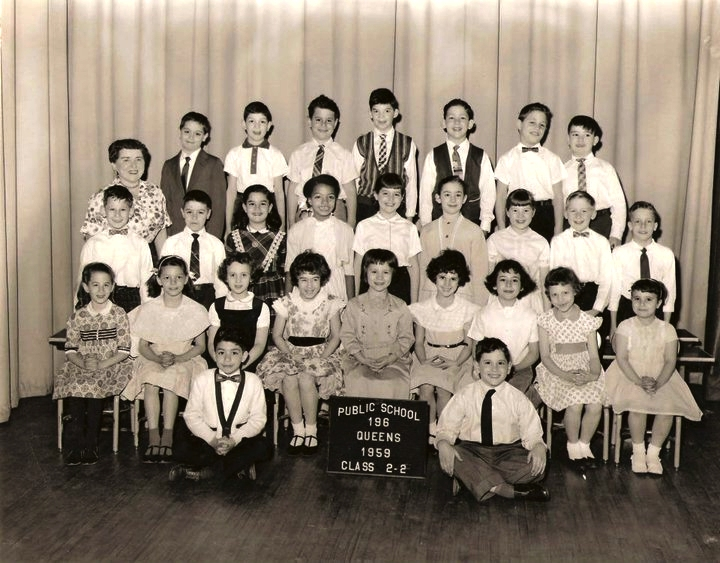
Joey Ramone na zdjęciu klasowym (trzeci rząd u góry, czwarty chłopiec od lewej); 2 klasa szkoły podstawowej (19 maja 1959)

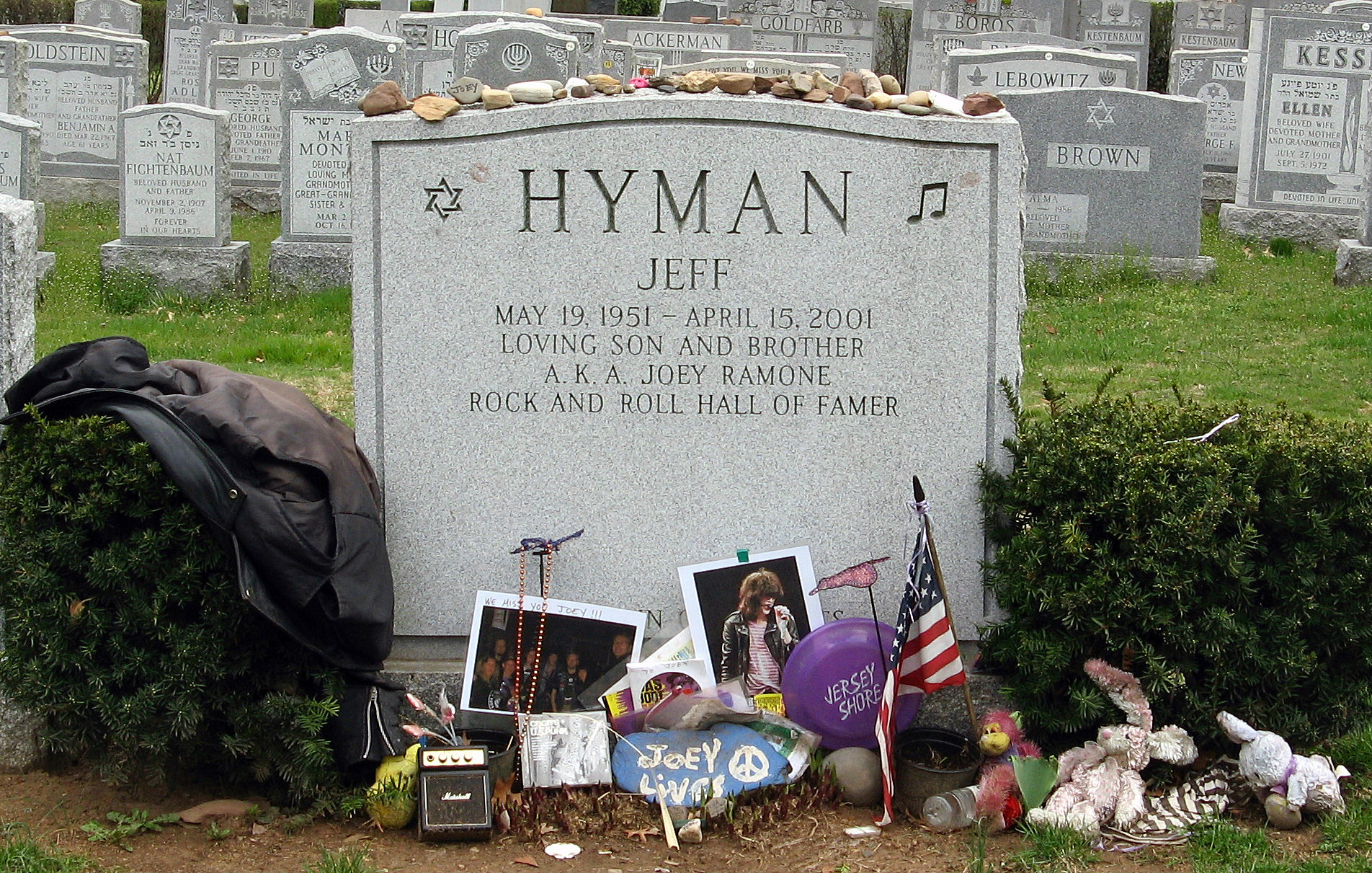
Grób Joeya Ramone’a w Lyndhurst

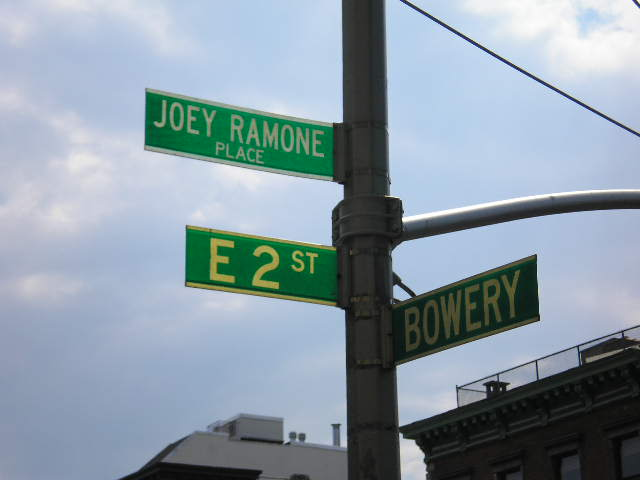
Róg na cześć Joeya Ramone’a, znajdujący się w Nowym Jorku

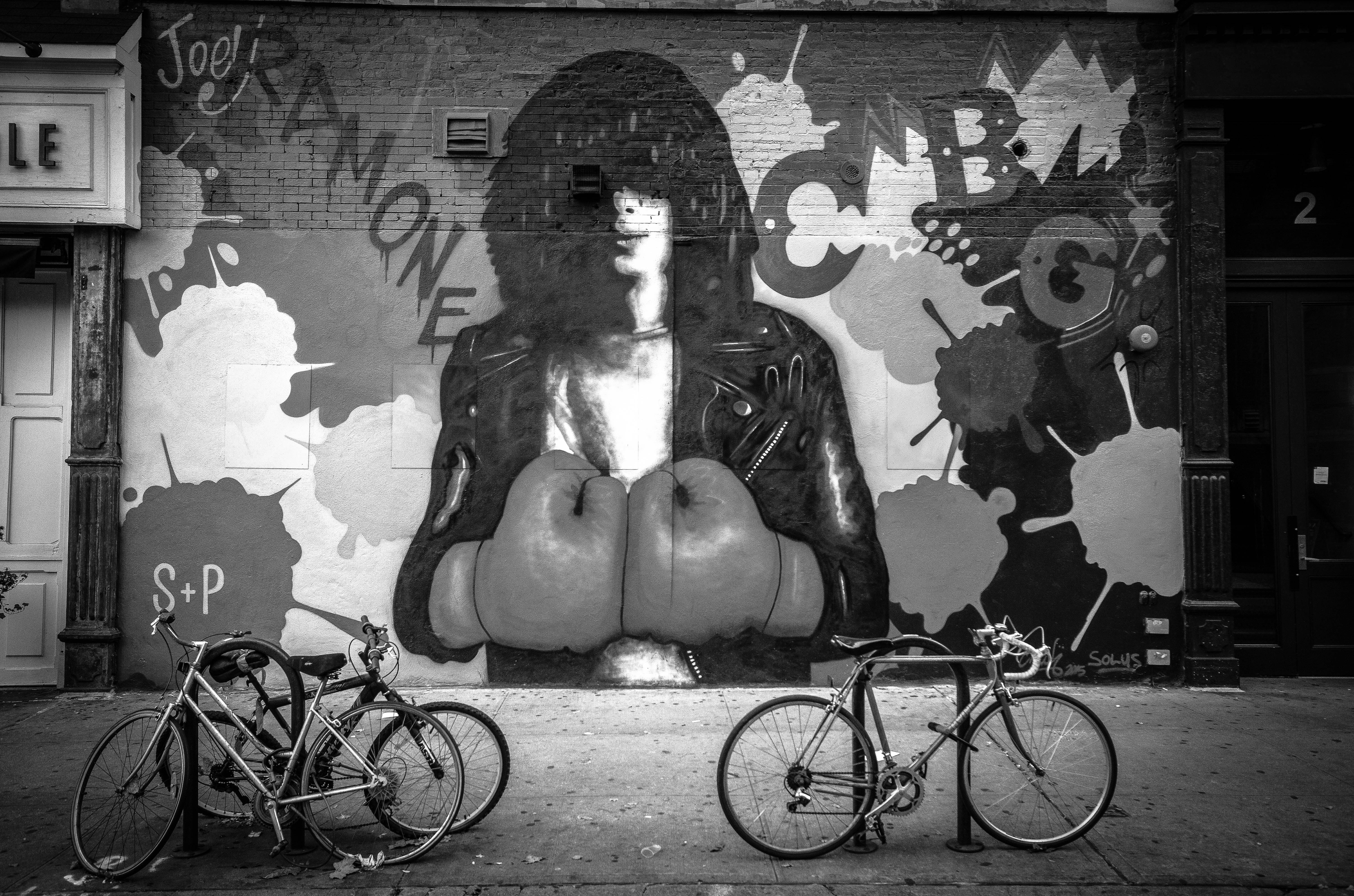
Joey Ramone otrzymał także mural na Manhattanie w Nowym Jorku

Jeffrey Hyman wychowywał się w Forrest Hills (nowojorska dzielnica Queens), w żydowskiej rodzinie. Kiedy jego rodzice rozwiedli się na początku lat 60., zamieszkał z bratem Mitchelem (później używający pseudonimu Mickey Leigh – w czasie kariery w zespole The Rattlers) i matką Charlotte Lesher (1926–2007), która miała duży wpływ na jego zainteresowania muzyczne.
Był fanem The Beatles, The Who, The Stooges i The Ronettes. Jego idolem był Pete Townshend z The Who. W wieku 13 lat zaczął grać na perkusji. W 1974 utworzył z Johnem Cummingsem i Douglasem Colvinem zespół, w którym został perkusistą. Colvin jako pierwszy w grupie przyjął nazwisko „Ramone” (odtąd znany był już jako Dee Dee Ramone) – zainspirowany Paulem McCartneyem, który używał pseudonimu Ramone (Paul Ramon) w podróży, aby zachować anonimowość w szczytowym okresie beatlemanii. Później przekonał pozostałych muzyków do swojego pomysłu i w ten sposób Cummings stał się Johnnym Ramone, Jeffrey Hyman Joeyem Ramone, a sam zespół przyjął nazwę The Ramones. Kiedy Dee Dee, który był wokalistą zrezygnował z tej funkcji na rzecz gitary basowej, Joey zajął jego miejsce. Nowym perkusistą został dotychczasowy menedżer Tommy Erdelyi, który przyjął pseudonim Tommy Ramone.
W Ramones stał się współtwórcą (obok Dee Dee) większości repertuaru. W latach 80. pogorszyły się jego relacje z Johnnym, który poślubił jego dziewczynę – Lindę. Chociaż zespół pozostał razem jeszcze przez długie lata, kontakt pomiędzy nimi prawie zupełnie zanikł.
W 1994 w barwach Alternative Tentacles ukazała się EPka In a Family Way, którą Joey nagrał z bratem Mickeyem Leighem (jako Sibling Rivalry).
W 1999 został producentem albumu She Talks to Rainbows Ronnie Spector (ex–wokalistki The Ronetts). Tytułowy utwór z tej płyty trafił wcześniej na ostatni album Ramones ¡Adios Amigos!.
Na krótko przed śmiercią został menedżerem i producentem punkrockowej grupy The Independents. Ostatnie piosenki, które zaśpiewał, to „What Do You See” i „Lying to Myself”, nagrane z zespołem Blackfire na ich płytę One Nation Under (album roku 2002 w kategorii pop/rock na Native American Music Awards).

### Śmierć
Joey Ramone miał 198 cm wzrostu. Zmarł 15 kwietnia 2001 w nowojorskim Presbyterian Hospital, po 7-letnich zmaganiach z nowotworem układu limfatycznego. Został pochowany na cmentarzu Hillside w Lyndhurst, New Jersey.
Jego solowy album Don't Worry About Me (nagrany w latach 2000/2001) został wydany pośmiertnie w 2002 – promował go cover piosenki Louisa Armstronga „What a Wonderful World”.
30 listopada 2003 róg dwóch nowojorskich ulic: Drugiej (East 2nd Street) i Bowery otrzymał oficjalnie nazwę Joey Ramone Place. Jest to miejsce położone w pobliżu bloku, w którym mieszkali Joey i Dee Dee. W sąsiedztwie znajdował się także klub CBGB’s, w którym Ramones zaczynali karierę u boku m.in. Patti Smith, Television, Blondie i Talking Heads.

## Dyskografia

### Albumy
- Don't Worry About Me (2002)
- Ya Know (2012)

### EPki
- In a Family Way (1994) (jako Sibling Rivalry)
- Ramones: Leathers from New York (1997) (jako The Ramones and Joey Ramone)
- Christmas Spirit...In My House (2002) (jako Joey Ramone)